# Oscar Masiello
Oscar William Masiello, född 4 juni 1997 i Strömstad, är en svensk professionell ishockeymålvakt som spelar för HC Vita Hästen i Hockeyallsvenskan. Hans moderklubb är Lions HC.
Masiello gjorde debut i Svenska Hockeyligan 26 december 2017, i en match med Luleå HF hemma mot Karlskrona HK, där han hoppade in i andra perioden och höll sedan nollan resten av matchen, som slutade 7-1 till Luleå.